# Nikolaï Boudarine
Nikolaï Mikhaïlovitch Boudarine (en russe : Николай Михайлович Бударин), né le 29 avril 1953, est un cosmonaute et homme politique russe. Vétéran des voyages spatiaux, il a effectué trois missions prolongées à bord de la station spatiale Mir et de la station spatiale internationale.

## Biographie
Boudarine est diplômé de l'Institut d'aviation Ordjonikidze de Moscou en 1979 et a travaillé pour le programme Energia depuis 1976.
Il est sélectionné comme cosmonaute en 1989.
En décembre 2007, il devient membre de la Douma d'État sur la liste de Russie unie. Il est membre de la Commission pour l'examen du budget fédéral pour la Défense et la Sécurité nationale et membre du Comité de la science et la haute technologie.

## Vols réalisés

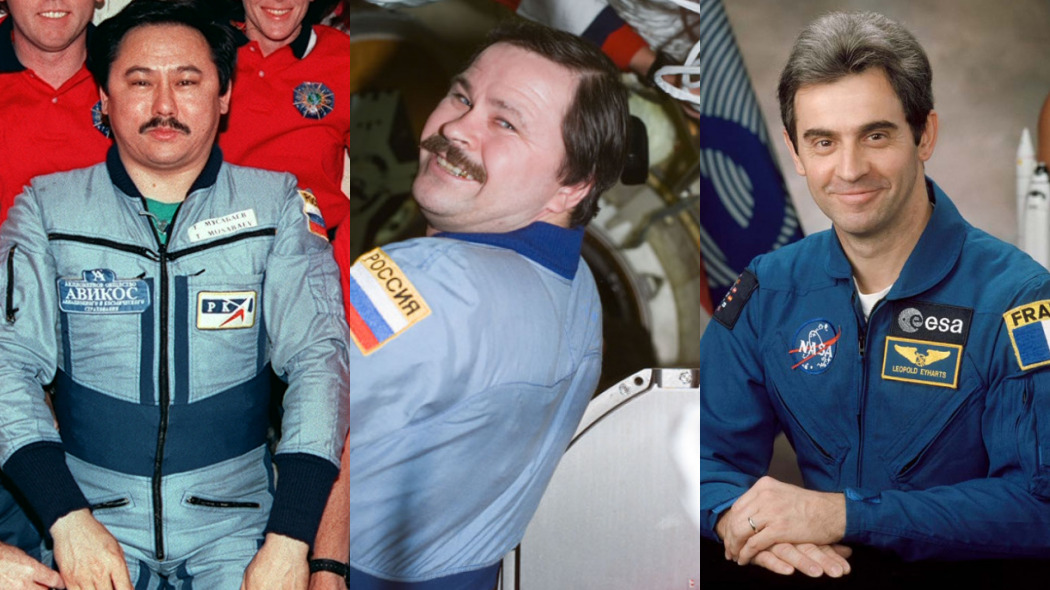
Équipage du Soyouz TM-27. De gauche à droite : Talgat Moussabaïev, Nikolaï Boudarine et Léopold Eyharts.

La première mission dans l'espace de Boudarine est une mission de longue durée à bord de Mir en 1995, Mir EO-19. Il décolle le 27 juin à bord de la navette spatiale américaine, vol STS-71, et revient sur Terre le 11 septembre 1995, dans le vaisseau Soyouz TM-21.
Il effectue un second vol de plus de 207 jours à bord de Mir, en tant que membre de l'expédition Mir EO-25, en 1998 (lancement le 29 janvier à bord de Soyouz TM-27 et atterrissage le 25 août 1998, aussi à bord de Soyouz TM-27).
Il est membre de l'Expédition 6 sur la station spatiale internationale, du 24 novembre 2002 au 4 mai 2003. Il rejoint l'ISS par le vol STS-113 et la quitte à bord de Soyouz TMA-1.